# Scinax longilineus
Scinax longilineus és una espècie de granota endèmica del Brasil.